# Erwin Schrödinger

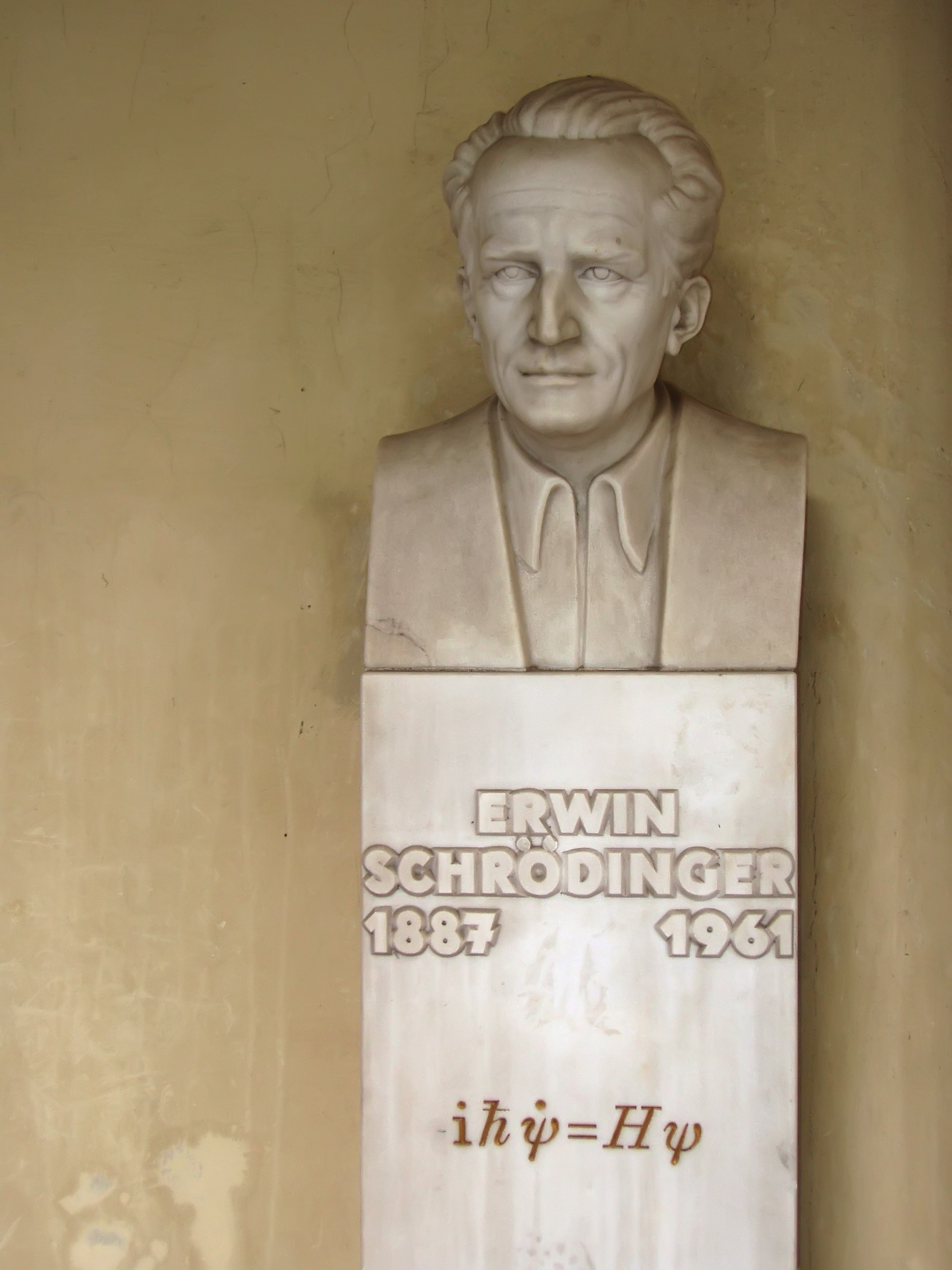
Busta Schrödingera – univerzita ve Vídni

Erwin Rudolf Josef Alexander Schrödinger (12. srpna 1887 Vídeň – 4. ledna 1961 Vídeň) byl rakouský teoretický fyzik, jeden ze zakladatelů kvantové mechaniky, který se proslavil především formulací nerelativistické vlnové rovnice pro popis hmotných částic, kterou na jeho počest nazýváme Schrödingerova rovnice. Za tuto základní práci obdržel v roce 1933 společně s Paulem Diracem Nobelovu cenu. Je také autorem proslulého myšlenkového experimentu Schrödingerova kočka, který asi nejlépe vystihuje Schrödingerův (a také mnoha dalších) skeptický postoj k obecně přijímané pravděpodobnostní interpretaci kvantové mechaniky.
Erwin Schrödinger přispěl významnou měrou nejen ke kvantové fyzice. Zabýval se též historií a filozofií fyziky a vědy obecně a jeho kniha What is Life? (Co je život?) z roku 1944, přestože byla určena široké veřejnosti, ovlivnila celou řadu vědců, kteří stáli u zrodu molekulární biologie a mezi kterými nechyběli objevitelé molekuly DNA Francis Crick či James D. Watson.

## Biografie

### Mládí a studium
Narodil se za Rakouska-Uherska ve Vídni jako jedináček. Otec byl majitelem továrny, věnoval se také italskému umění a botanice. Matka i teta chlapce zbožňovaly a Erwin prožil ideální dětství. Protože měly anglické předky, hovořil Erwin dokonale anglicky i německy. Nejprve měl soukromé učitele, poté navštěvoval akademické gymnázium se zaměřením na literaturu a filozofii. Gymnázium dokončil v roce 1906, poté nastoupil na Vídeňskou univerzitu. Velmi ho ovlivnily přednášky Fridericha Hasenöhrla z teoretické fyziky, v matematice ho zaujala algebra přednášená Franzem Mertensenem. Jeho velkým vzorem byl předčasně zemřelý Ludwig Boltzmann. Dále studoval teorii funkcí, diferenciální rovnice a matematickou statistiku u Wilhelma Wirtinhera a projektivní geometrii, algebraické křivky a spojité grupy v přednáškách Gustava Kohna. V teoretické fyzice studoval analytickou mechaniku, různé aplikace parciálních diferenciálních rovnic v dynamice, problém vlastních čísel, Maxwellovy rovnice a teorii elektromagnetického pole, optiku, termodynamiku a statistickou mechaniku. V roce 1910 obhájil doktorskou dizertaci O vedení elektřiny po povrchu izolantu ve vlhkém vzduchu (Über die Leitung der Elektrizität auf die Oberfläche von Isolatoren an feuchter Luft). Další čtyři roky byl asistentem profesora Exnera a spřátelil se s Friedrichem Kohlrauschem, což ovlivnilo jeho směřování k teoretické fyzice, ale zároveň vedlo k pochopení významu experimentů. Práci na univerzitě přerušila první světová válka, během níž sloužil u dělostřelectva a poslední rok strávil jako meteorolog. V letech 1918–1920 se zabýval teorií barev, radioaktivitou a dynamikou krystalové mřížky. 

### Dílo
V roce 1921 se Schrödinger stal asistentem Maxe Wiena v německé Jeně. Poté krátkou dobu pracoval ve Stuttgartu, kde se spřátelil s Hansem Reichenbachem. Získal místo řádného profesora ve Vratislavi a na konci roku 1921 pak začal pracovat na katedře teoretické fyziky Univerzity v Curychu. Zde se nejprve zabýval studiem struktury atomu, silně ovlivněn prací Louise de Broglie se v roce 1924 začal věnovat kvantové statistice.
V roce 1926 Schrödinger publikoval v Annalen der Physik v šesti článcích svou revoluční práci o vlnové mechanice, v nichž formuloval i slavnou vlnovou rovnici.  Díky tomuto úspěchu se stal hlavním kandidátem na Planckovo místo na Univerzitě v Berlíně, kam se v říjnu 1927 odstěhoval. Stal se zde Einsteinovým spolupracovníkem. V souvislosti s perzekucí Židů se Schrödinger rozhodl, že nebude žít v zemi s takovouto politikou. Roku 1933 mu univerzita v Oxfordu nabídla místo asistenta. Krátce po svém příjezdu se dověděl, že jeho práce ve vlnové mechanice byla oceněna Nobelovou cenou za fyziku.
V roce 1935 publikoval práci o třech částech Současná situace v kvantové mechanice (Die gegenwärtige Situation in der Quantenmechanik), ve které se poprvé objevil známý paradox Schrödingerovy kočky, vyjadřující jeho skeptický postoj k pravděpodobnostní interpretaci kvantové mechaniky.
V letech 1936 až 1938 pobýval v Rakousku na Univerzitě v Grazu. V souvislosti s jeho postojem vůči připojení Rakouska k Třetí říši byl pro svou „politickou nespolehlivost“ odvolán. Byl nucen narychlo odjet do Říma. Dále se pak stěhoval do Oxfordu a Gentu, roku 1939 se nakonec na delší dobu usadil v Dublinu, kde pracoval v Ústavu pro pokročilá studia. Studoval zde teorii elektromagnetického pole a teorii relativity. Začal se také zabývat sjednocenou teorií pole, která se ale setkala s kritikou Alberta Einsteina. Kromě fyziky studoval také řeckou vědu a filozofii. Během svého pobytu napsal několik desítek vědeckých prací a odborných knih, např. What is Life? (1944), Space-Time Structure (1950) Science and Humanism (1952).  V Dublinu pracoval až do roku 1956, kdy se vrátil do Vídně. V roce 1957 těžce onemocněl a odešel do penze do tyrolského Alpbachu.  V roce 1958 byl jmenován emeritním profesorem vídeňské univerzity. 4. ledna 1961 zemřel ve věku 73 let na tuberkulózu. Pohřben byl v rakouském Alpbachu.

### Osobní život
6. dubna 1920 se Schrödinger oženil s Annemarie Bertelovou. Vztahy s manželkou ale nikdy nebyly příliš dobré a s jejím vědomím měl řadu vztahů. Anny již dlouhou dobu milovala Schrödingerova přítele Weyla. Když v roce 1933 dostal pozvání do Oxfordu, odjel tam i se svým spolupracovníkem Arthurem Marchem. S jeho manželkou Hildou měl milostný poměr. 30. května 1934 se mu narodila dcera Ruth Georgie Erica. Matkou byla Hilde, manželka jeho asistenta Arthura Marcha. Kvůli těmto okolnostem nepřijal místo v Princetonu, které mu bylo roku 1934 nabídnuto. Žít otevřeně se dvěma ženami a mít dítě s manželkou jiného muže bylo v té době ve Spojených státech společensky nepřijatelné. I další vztahy jsou kontroverzní.
Později měl Schrödinger ještě několik mimomanželských vztahů a další dvě dcery se dvěma irskými ženami. Jeho manželství s Annemarie skončilo až Schrödingerovou smrtí.